# Arcades de Bologne
Les arcades de Bologne (ou portiques) sont un ensemble de galeries couvertes qui occupent une grande partie des rez-de-chaussée du centre-ville de Bologne, en Italie. Patrimoine architectural et culturel important de la ville, elles en sont un symbole, au même titre que les nombreuses anciennes maisons-tours. Aucune autre ville ne compte autant d'arcades : les arcades mesurent près de 40 km de longueur dans le centre historique, et 62 km si on inclut celles situées à l'extérieur de l'enceinte médiévale,.
En raison de leur importance culturelle et artistique, une partie des arcades sont inscrites au patrimoine mondial par l'UNESCO depuis 2021,.

## Histoire

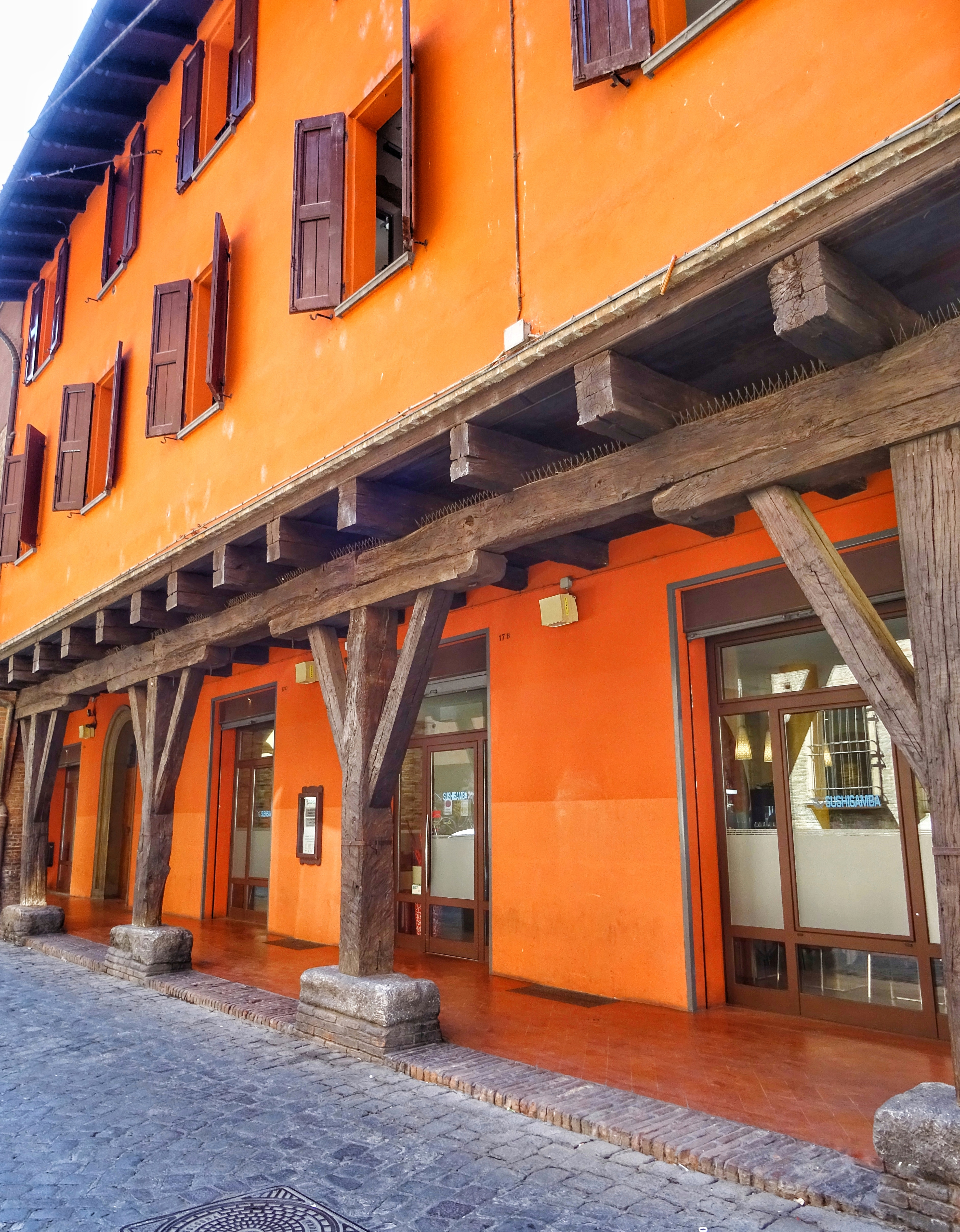
Arcades en bois de la via Marsala : un exemple de ce à quoi les premières arcades pouvaient ressembler.

Les premières arcades de Bologne ont vraisemblablement été construites spontanément, probablement au début du Moyen Âge, comme empiètement de bâtiments privés sur l'espace public afin d'en accroître la superficie. La première référence historique connue remonte à 1041. Au fil du temps, la taille des portants s'est accrue et il a été nécessaire d'édifier des colonnes pour les soutenir.
La généralisation des arcades provient de la nécessité de faire face à la forte augmentation du nombre d'étudiants et lettrés de l'université de Bologne, ainsi qu'à l'immigration provenant de la campagne. Elle débute en 1288 : un avis municipal indique que toute nouvelle maison doit être munie d'arcades, tandis que les édifices existants devaient en ajouter. Au Moyen Âge, les arcades sont construites en bois ; un décret de 1658 impose de les reconstruire en brique ou en pierre. Certaines arcades en bois subsistent toutefois, comme via Marsala ou Corte Isolani.

## Patrimoine mondial
Une partie des arcades est inscrite au patrimoine mondial par l'UNESCO le 28 juillet 2021,, lors de la 44e session du Comité du patrimoine mondial, sous le nom « les portiques de Bologne ».
L'Italie avait inscrit le site sur sa liste indicative dès 1996 comme partie du centre historique de Bologne, puis en 2006 sous la forme d'une entrée à part entière. En 2021, en prévision de l'examen de la proposition par le Comité, l'ICOMOS n'est pas convaincue par la valeur universelle exceptionnelle potentielle du bien proposé et suggère plutôt d'en différer l'examen. Il est toutefois adopté par le Comité, qui ne retient pas toutefois le critère (ii) proposé par l'Italie et ne l'inscrit que sous l'unique critère (iv).
Le bien inscrit comprend 12 ensembles d'arcades, considérés comme les plus représentatifs de la ville :
- Vie Frassinago, Saragozza, Santa Caterina et Ca' Selvatica
- Autour de la via Santo Stefano, depuis la piazza della Mercanzia (it) jusqu'à la basilique Santo Stefano
- ensemble traversé par la via Galliera, depuis la via Riva di Reno jusqu'à la via Indipendenza
- Autour de la piazza del Baraccano
- Entre la via Rizzoli et la via Farini : piazza Maggiore, palazzo dei Banchi, basilique San Petronio, piazza Galvani (it)
- Portico di San Luca, le plus long (3,5 km, reliant le sanctuaire Madonna di San Luca à la porte Saragozza en passant par l'arco del Meloncello
- Quartier de l'université et de l'Académie, autour de la via Zamboni
- Cimetière de la Chartreuse
- Piazza Cavour (it), via Farini, piazza Minghetti (it)
- Strada Maggiore, de la tour Asinelli à l'église Santa Maria Lacrimosa degli Alemanni (it) (1,6 km)
- Treno della Barca  : le long des vie Tommasso et Da Vinci (arcades contemporaines en béton)
- Autour du musée d'art moderne (it)

Au total, les zones inscrites recouvent 52,18 ha ; la zone tampon s'étend sur 1 125,62 ha.

## Galerie

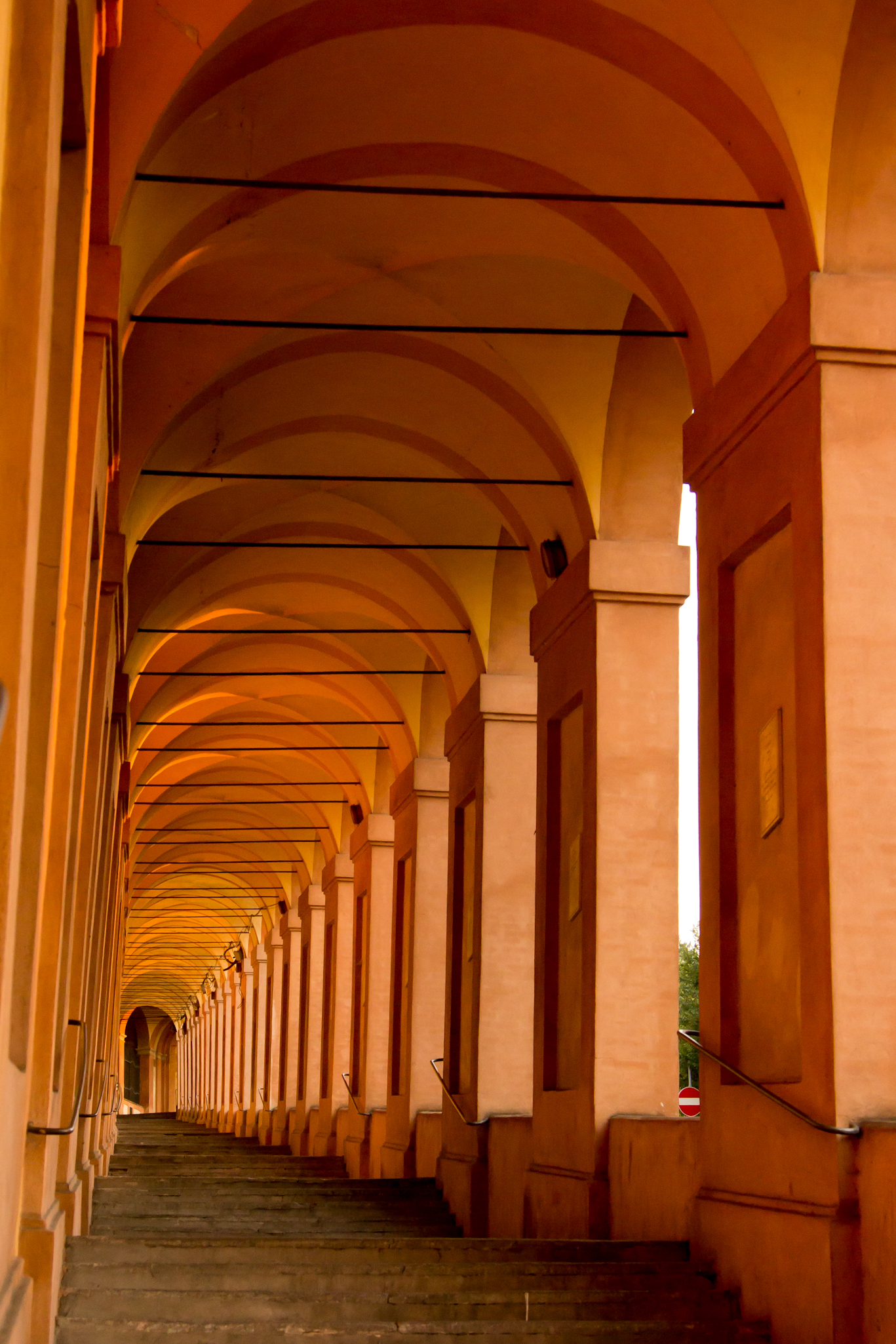
Portico di San Luca
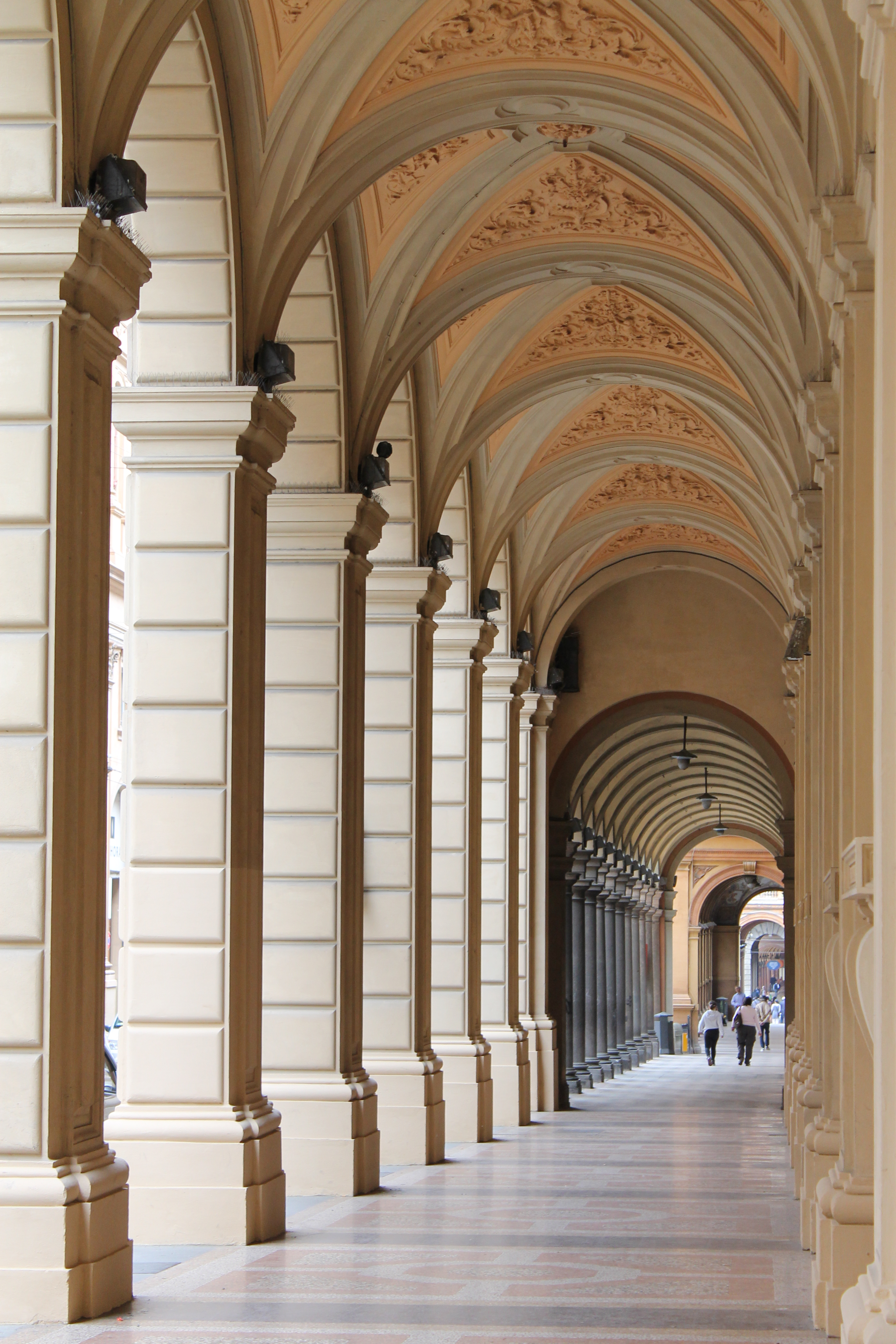
Via Farini
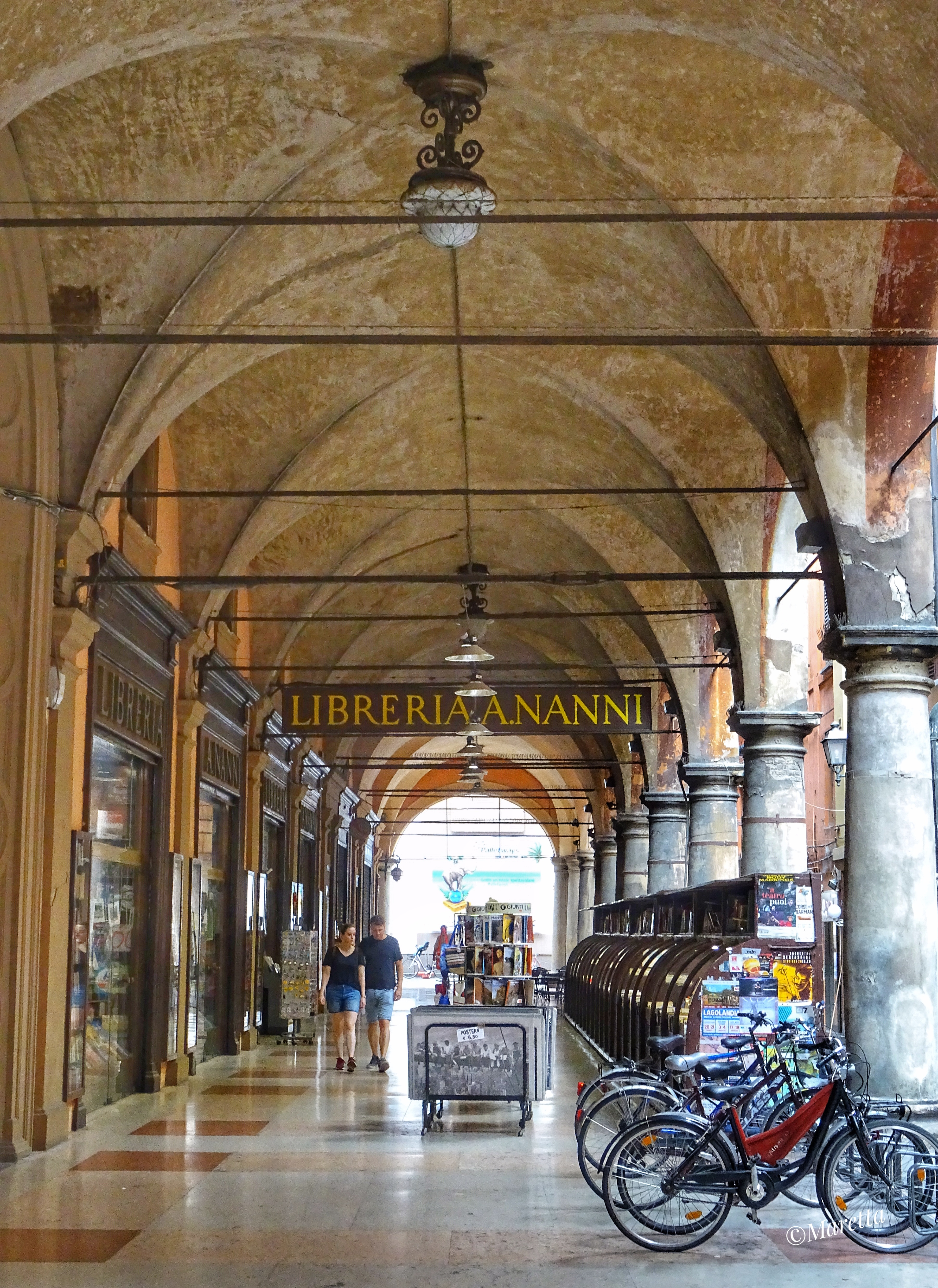
Portico della Morte
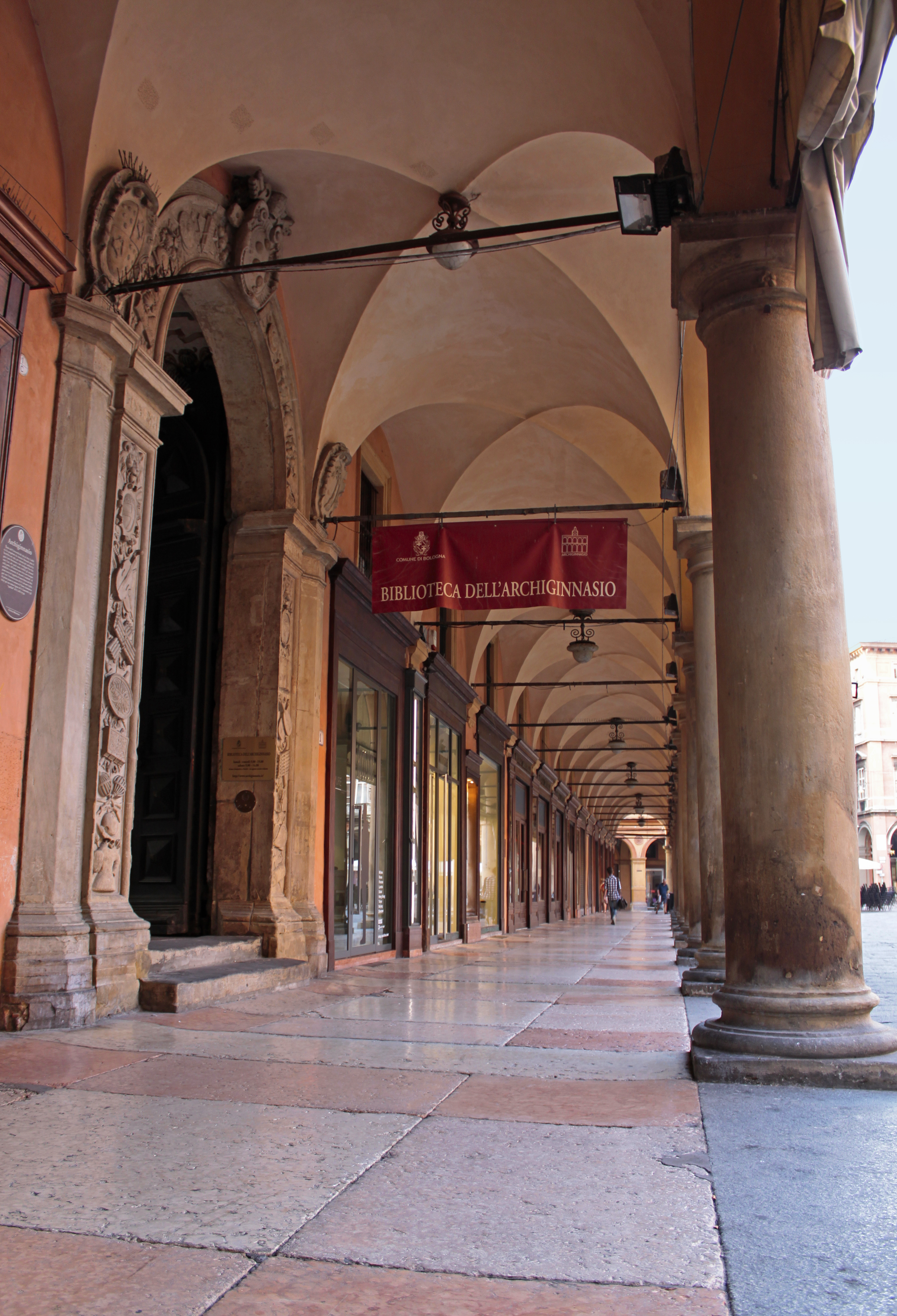
Portico del Pavaglione
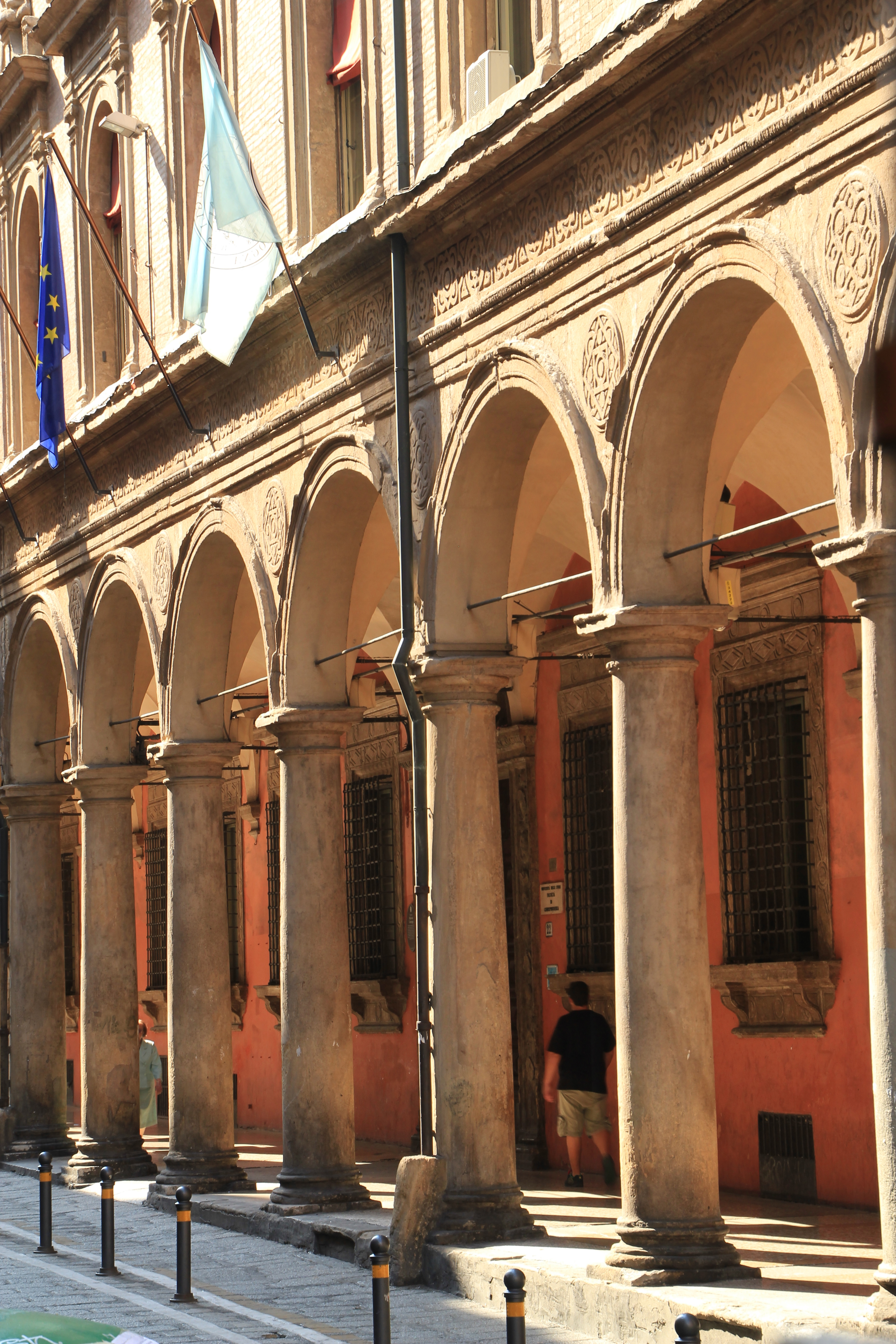
Palais Malvezzi Campeggi
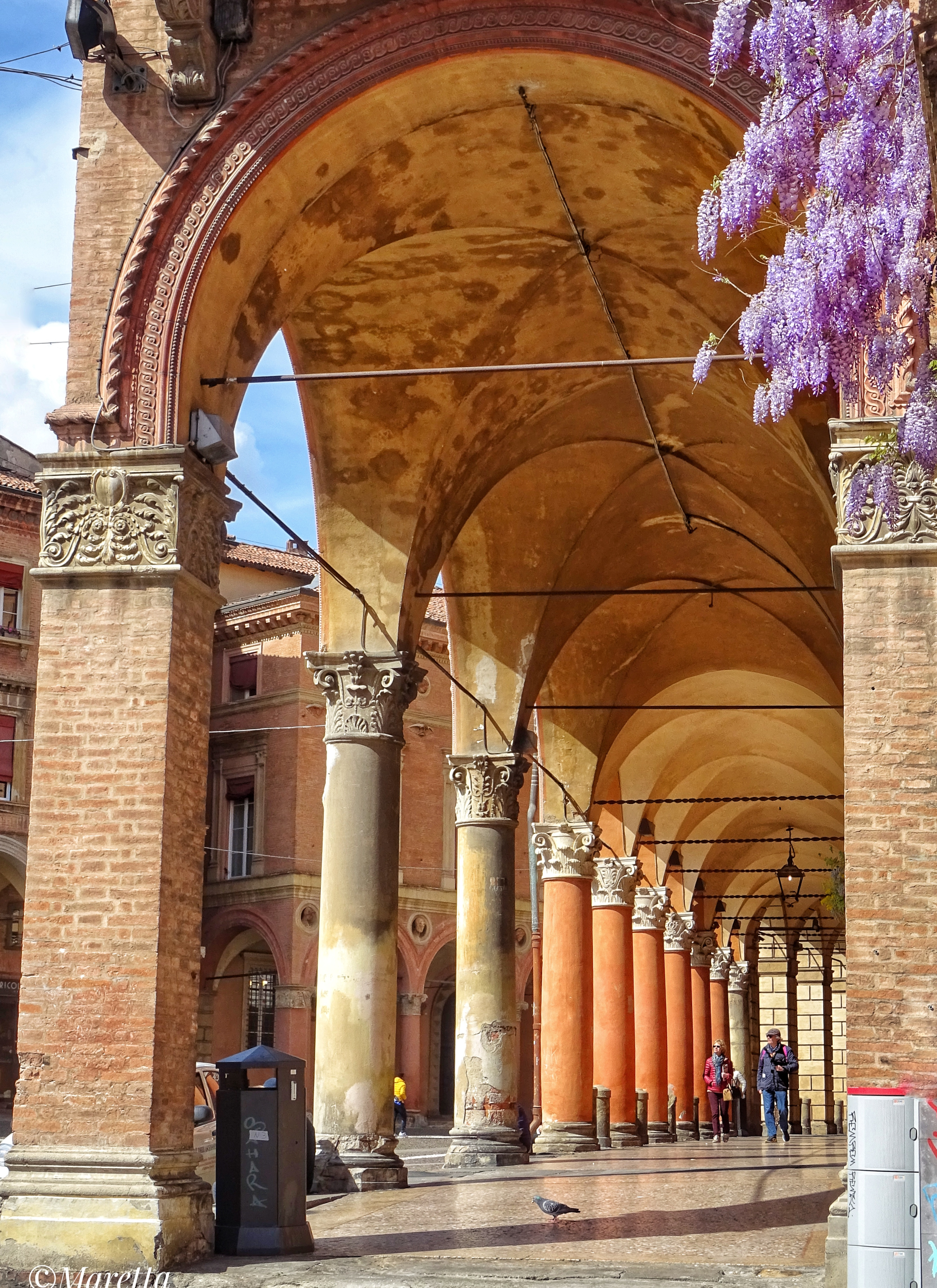
Portico di Santo Stefano
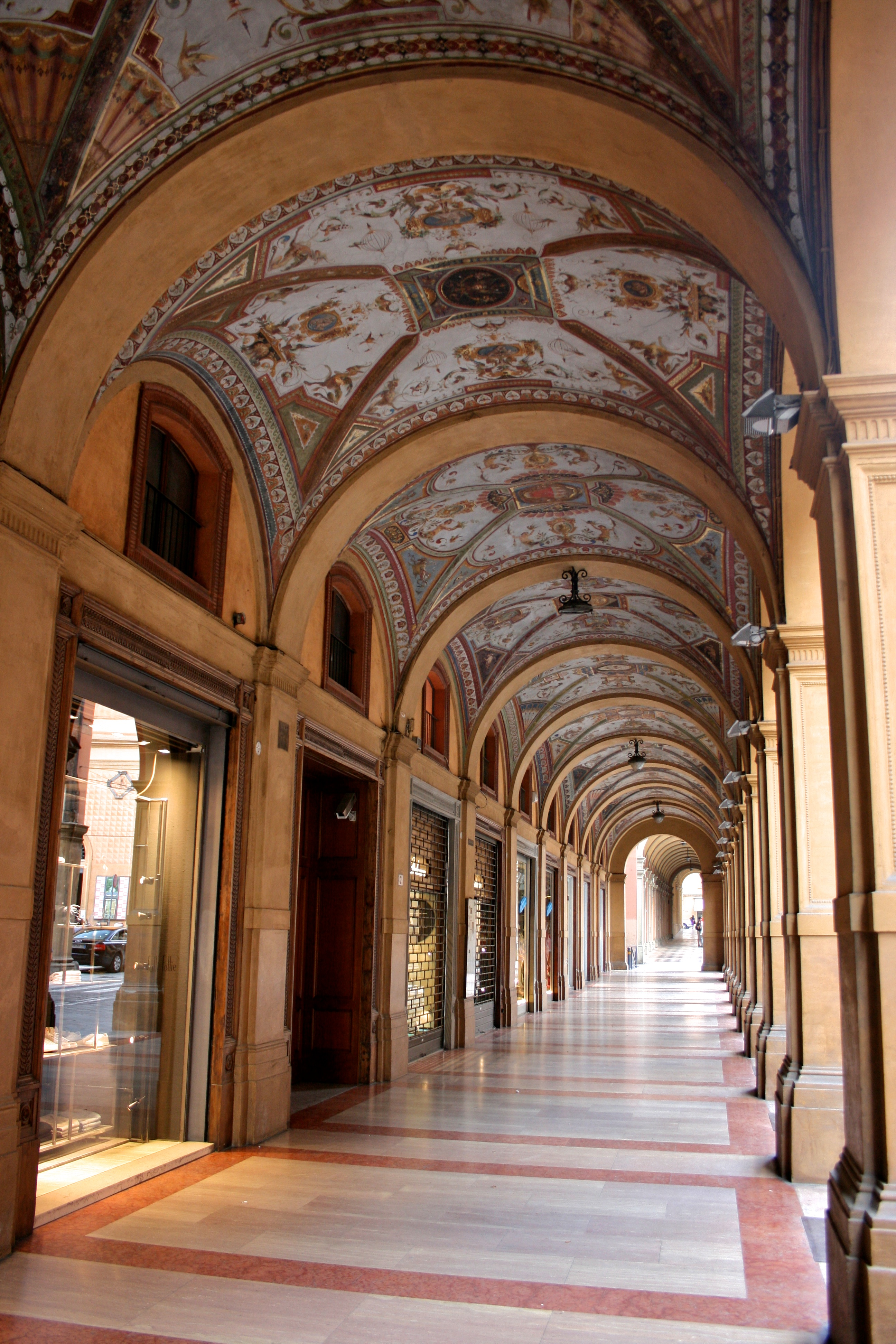
Palais de la Banque d'Italie
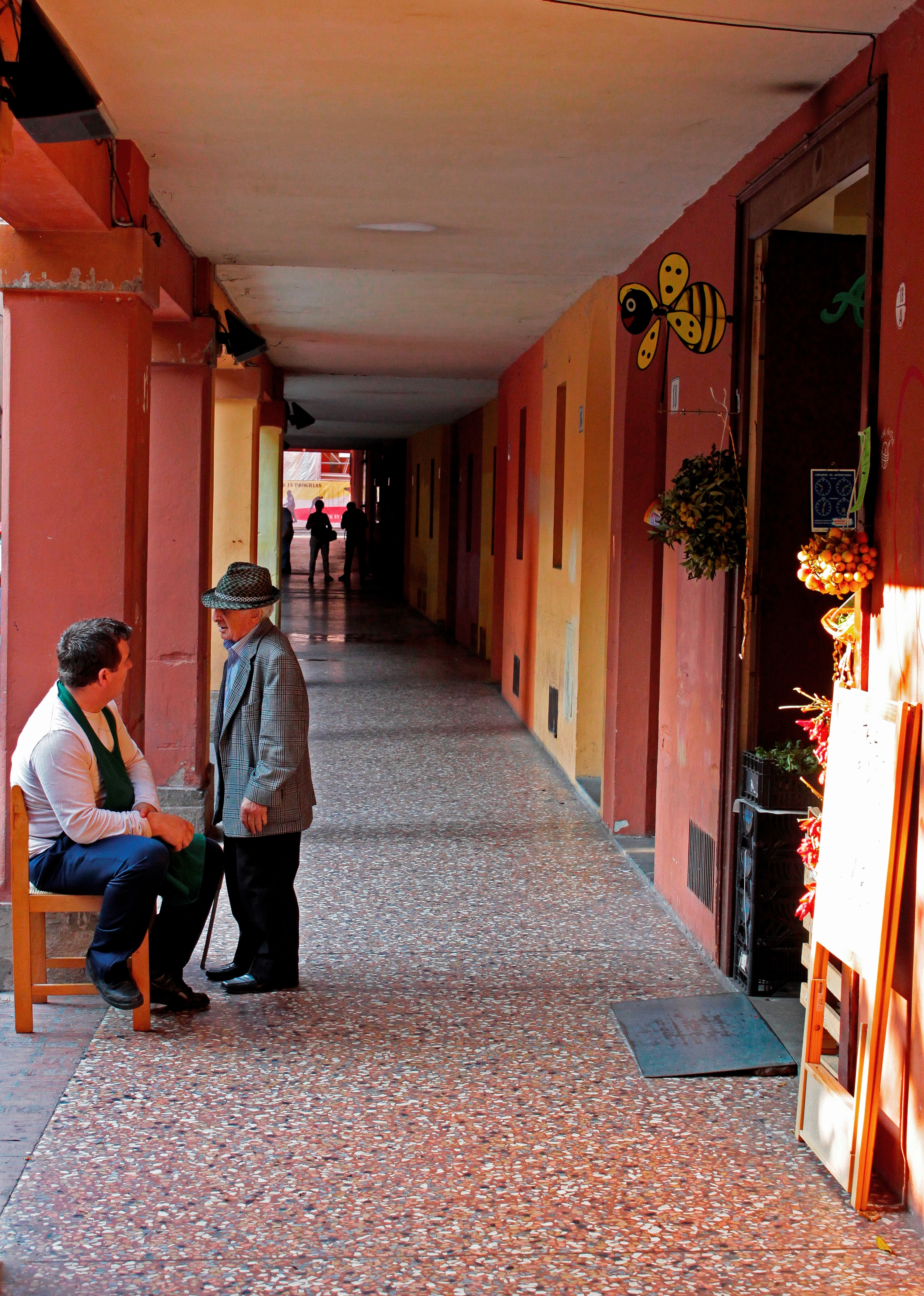
Portico di San Leonardo